# Lager beroepsonderwijs
Het lager beroepsonderwijs (lbo) is de voorloper van het hedendaagse vmbo en was bedoeld voor leerlingen die meer praktisch dan theoretisch waren ingesteld.
Op het lbo leerden de leerlingen de basisvaardigheden van een beroep, waarbij ze veel met hun handen werkten. Leerlingen konden vanuit het lbo doorstromen naar een opleiding op mbo-niveau.
Het lbo werd in 1992 vervangen door het voorbereidend beroepsonderwijs (vbo). Het vbo ging in 1999 op zijn beurt op in het vmbo.